# 12861 Wacker
12861 Wacker este un asteroid din centura principală de asteroizi.

## Descriere
12861 Wacker este un asteroid din centura principală de asteroizi. A fost descoperit pe 22 mai 1998 la Socorro, New Mexico, în cadrul proiectului LINEAR. Asteroidul prezintă o orbită caracterizată de o semiaxă mare de 2,58 ua, o excentricitate de 0,12 și o înclinație de 0,9° în raport cu ecliptica.